# Zuzana Hejnová
Zuzana Hejnová (Liberec, 19 dicembre 1986) è un'ostacolista e velocista ceca, campionessa mondiale dei 400 metri ostacoli a Mosca 2013 e Pechino 2015.
È stata inserita dalla IAAF tra i venti migliori atleti del 2013.

## Palmarès
| Anno | Manifestazione  | Sede           | Evento      | Risultato  | Prestazione | Note                                                       |
| ---- | --------------- | -------------- | ----------- | ---------- | ----------- | ---------------------------------------------------------- |
| 2002 | Mondiali U20    | Kingston       | 400 m hs    | 5ª         | 58"42       |                                                            |
| 2003 | Mondiali U18    | Sherbrooke     | 400 m hs    | Oro        | 57"54       | Record dei campionati                                      |
| 2003 | Europei U20     | Tampere        | 400 m hs    | Bronzo     | 58"30       |                                                            |
| 2004 | Mondiali U20    | Grosseto       | 400 m hs    | Argento    | 57"44       |                                                            |
| 2005 | Europei U20     | Kaunas         | 400 m hs    | Oro        | 55"89       |                                                            |
| 2007 | Europei U23     | Debrecen       | 400 m hs    | Bronzo     | 55"93       |                                                            |
| 2007 | Mondiali        | Osaka          | 400 m hs    | Semifinale | 55"04       | Record nazionale                                           |
| 2008 | Mondiali indoor | Valencia       | 400 m piani | Semifinale | 53"16       |                                                            |
| 2008 | Mondiali indoor | Valencia       | 4×400 m     | 4ª         | 3'34"53     | Miglior prestazione personale stagionale                   |
| 2008 | Giochi olimpici | Pechino        | 400 m hs    | 7ª         | 54"97       |                                                            |
| 2009 | Mondiali        | Berlino        | 400 m hs    | Semifinale | 54"99       |                                                            |
| 2010 | Mondiali indoor | Doha           | 400 m piani | Batteria   | 53"56       |                                                            |
| 2010 | Mondiali indoor | Doha           | 4×400 m     | Bronzo     | 3'30"05     | Miglior prestazione personale stagionale                   |
| 2010 | Europei         | Barcellona     | 400 m hs    | 4ª         | 54"30       |                                                            |
| 2011 | Europei indoor  | Parigi         | Pentathlon  | 7ª         | 4 453 p.    |                                                            |
| 2011 | Mondiali        | Taegu          | 400 m hs    | 7ª         | 54"23       |                                                            |
| 2011 | Mondiali        | Taegu          | 4×400 m     | 5ª         | 3'26"57     |                                                            |
| 2012 | Europei         | Helsinki       | 400 m hs    | Bronzo     | 54"49       |                                                            |
| 2012 | Europei         | Helsinki       | 4×400 m     | Bronzo     | 3'26"02     |                                                            |
| 2012 | Giochi olimpici | Londra         | 400 m hs    | Bronzo     | 53"38       | Miglior prestazione personale stagionale                   |
| 2012 | Giochi olimpici | Londra         | 4×400 m     | 6ª         | 3'27"77     |                                                            |
| 2013 | Europei indoor  | Göteborg       | 400 m piani | 4ª         | 52"12       |                                                            |
| 2013 | Europei indoor  | Göteborg       | 4×400 m     | Bronzo     | 3'28"49     |                                                            |
| 2013 | Mondiali        | Mosca          | 400 m hs    | Oro        | 52"83       | Miglior prestazione mondiale stagionale · Record nazionale |
| 2013 | Mondiali        | Mosca          | 4×400 m     | Batteria   | 3'30"48     |                                                            |
| 2015 | Europei indoor  | Praga          | 800 m piani | Batteria   | 2'05"34     |                                                            |
| 2015 | Europei indoor  | Praga          | 4×400 m     | 4ª         | 3'32"08     |                                                            |
| 2015 | Mondiali        | Pechino        | 400 m hs    | Oro        | 53"50       | Miglior prestazione mondiale stagionale                    |
| 2016 | Giochi olimpici | Rio de Janeiro | 400 m hs    | 4ª         | 53"92       |                                                            |
| 2017 | Europei indoor  | Belgrado       | 400 m piani | Argento    | 52"42       |                                                            |
| 2017 | Mondiali        | Londra         | 400 m hs    | 4ª         | 54"20       | Miglior prestazione personale stagionale                   |
| 2018 | Europei         | Berlino        | 400 m hs    | Semifinale | 56"03       |                                                            |
| 2019 | Mondiali        | Doha           | 400 m hs    | 5ª         | 54"23       |                                                            |

## Altre competizioni internazionali
2013
- Vincitrice della Diamond League nella specialità dei 400 m hs (32 punti)

2015
- Vincitrice della Diamond League nella specialità dei 400 m hs (22 punti)

## Riconoscimenti
- Atleta europea dell'anno (2013)